# 1992년 대한민국의 영화 목록
다음은 1992년에 개봉됐던 대한민국의 영화 목록이다.

## 목록
- 가슴에 돋는 칼로 슬픔을 자르고
- 가을여행
- 가진 것 없소이다
- 가출소년과 쌍코대작전
- 거리의 무법자
- 걸어서 하늘까지
- 겨울만가
- 겨울미리내
- 겨울연가
- 결혼이야기
- 고독한 실력자
- 공룡선생
- 그대안의 블루
- 김의 전쟁
- 나 이제 너를 잊으리
- 나는 너를 천사라고 부른다
- 나의 아내를 슬프게 하는 것들
- 넝쿨속의 히야신스
- 네 멋대로 해라
- 눈꽃
- 늪속의 불안개는 잠들지 않는다
- 달은...해가 꾸는 꿈
- 데카당스 37.2
- 돌아오라 개구리소년
- 땅끝에 선 연인
- 뜨거운 바다
- 마음의 파수꾼
- 맹구와 북두신검
- 머저리와 도둑놈
- 명자 아끼꼬 쏘냐
- 모두가 죽이고 싶던 여자
- 무인도의 남과 여
- 미스터 맘마
- 미지의 흰새
- 백치애인
- 변금련 2
- 복수혈전
- 복카치오 92
- 봉성부인
- 불행한 아이의 행복
- 붉은 신호에 걷는 여자
- 비에 젖어서야 사랑하노라
- 비처럼 음악처럼
- 비황
- 빠담풍
- 뽕 3
- 사랑과 눈물
- 사랑의 이름으로
- 사랑전쟁
- 산딸기 5
- 서글픈 사랑의 시작
- 서울야누스
- 서울에서 마지막 탱고 2
- 섬강에서 하늘까지
- 성애의 침묵
- 세나의 신혼일기
- 세상은 살만큼 아름답다
- 소녀경
- 숲속의 방
- 스무살까지만 살고 싶어요
- 스물일곱 송이 장미
- 시라소니
- 시비시비
- 아들과 연인
- 아래층 여자와 위층 남자
- 안개에 젖은 리오의 밤은 깊어
- 애마부인 6
- 애마부인 7
- 애사당 홍도
- 어둔 밤 어둔 곳에
- 언제나 막차를 타고 오는 사람
- 여비서클럽
- 역사는 이렇게 시작됐다
- 영구와 황금박쥐
- 영구와 흡혈귀 드라큐라
- 오직 단 한번뿐인 내 인생인데
- 요절복통 신 양반뎐
- 우뢰매 7 : 돌아온 우뢰매
- 우리들의 일그러진 영웅
- 우리사랑 이대로
- 원색의 청춘
- 위험수위
- 유리벽 속의 두 연인
- 이별아닌 이별
- 이혼하지 않은 여자
- 인생이 뭐 객관식 시험인가요
- 자전거를 타고온 연인
- 장군의 아들 3
- 장닭 고교얄개
- 정신나간 유령
- 째즈빠 히로시마
- 챔프의 분노
- 천국의 계단
- 캉캉 69
- 쿵후보이 친미
- 타악기의 계절
- 탄드라부인
- 특명 미녀군단
- 하얀전쟁
- 황제 오작두
- 황홀한 유혹

## 참고 자료
- KOFIC 영화데이터베이스